# Forsythia ovata
Forsythia ovata är en syrenväxtart som beskrevs av Takenoshin Nakai. Forsythia ovata ingår i Forsythiasläktet som ingår i familjen syrenväxter. Inga underarter finns listade i Catalogue of Life.

## Bildgalleri

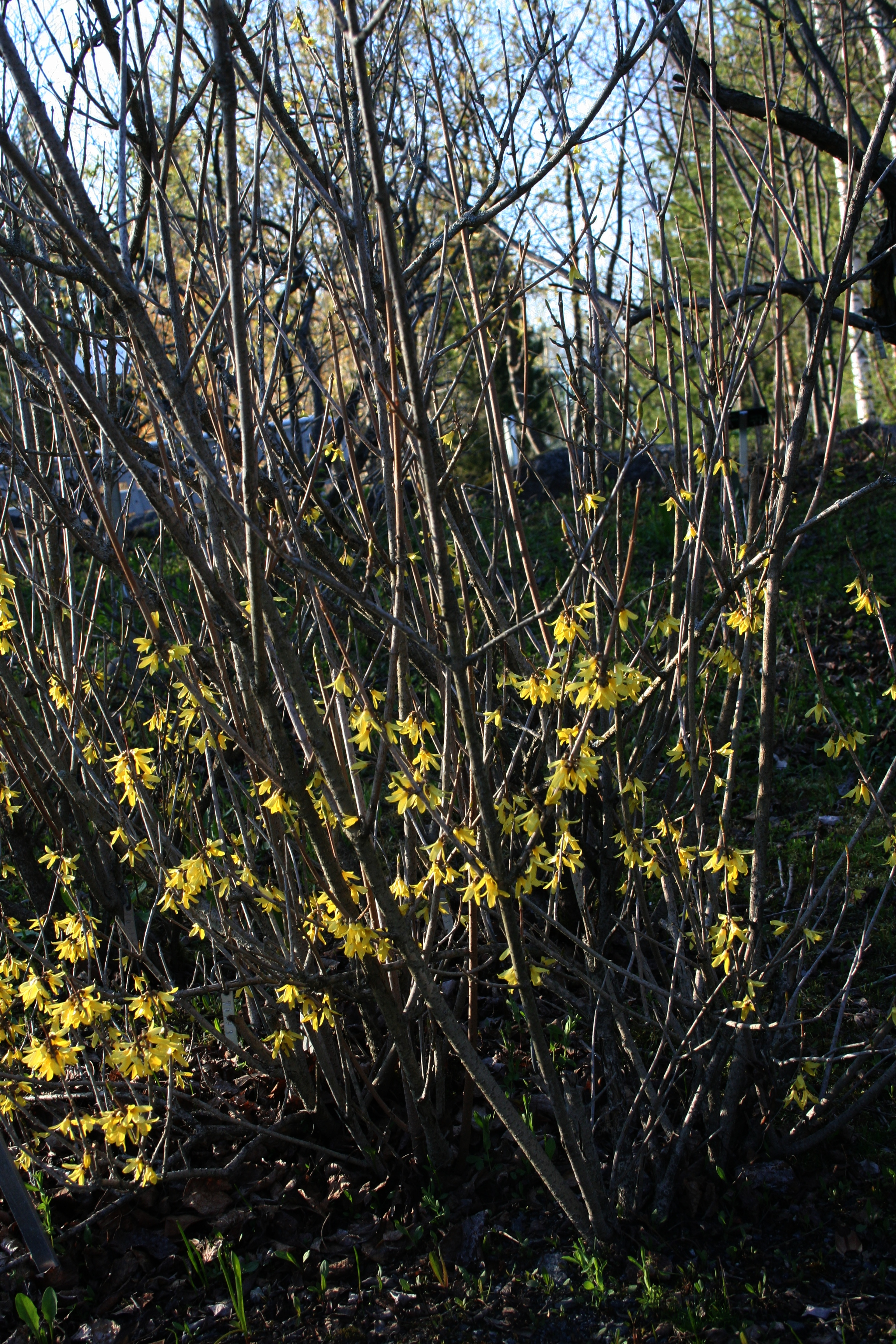
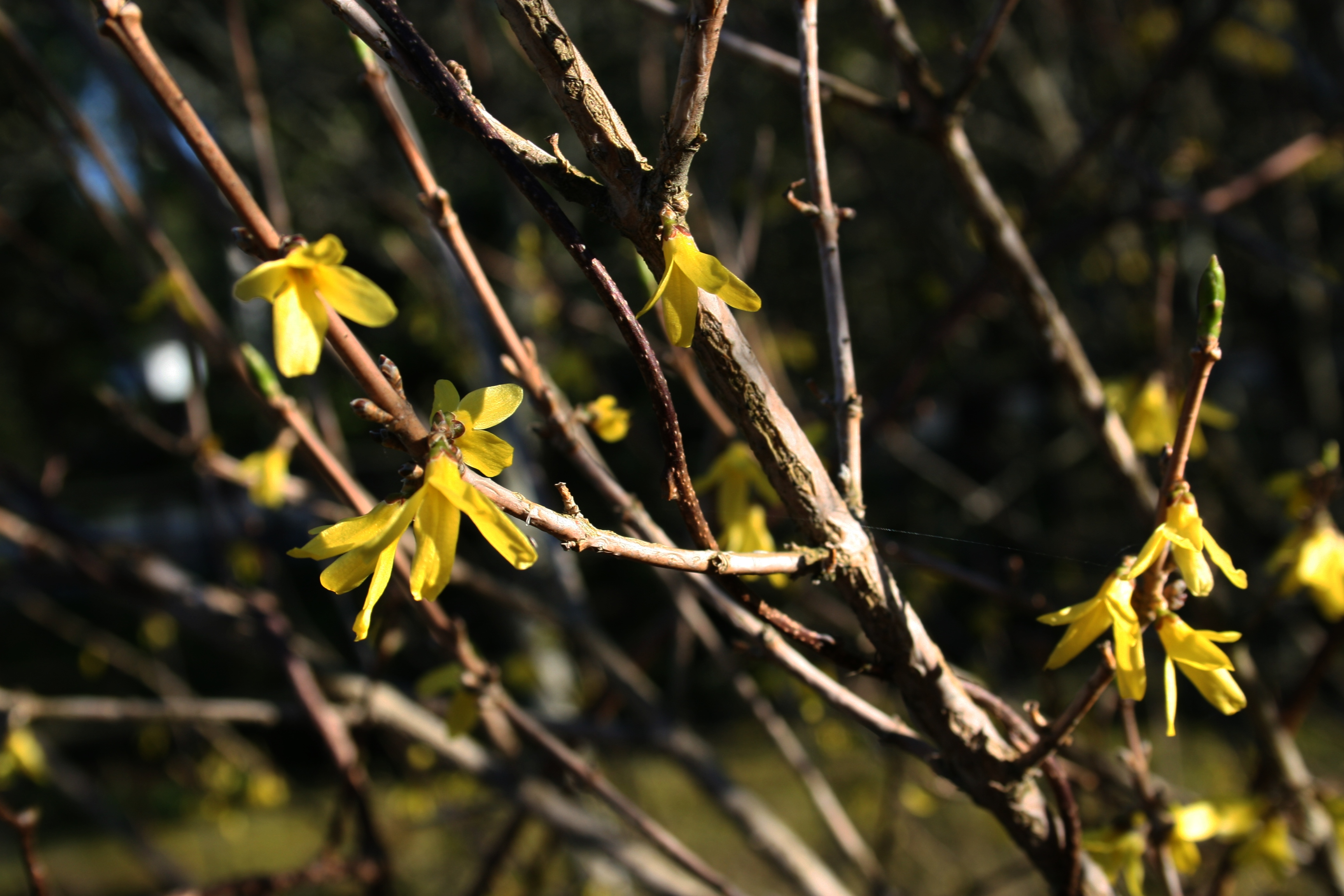
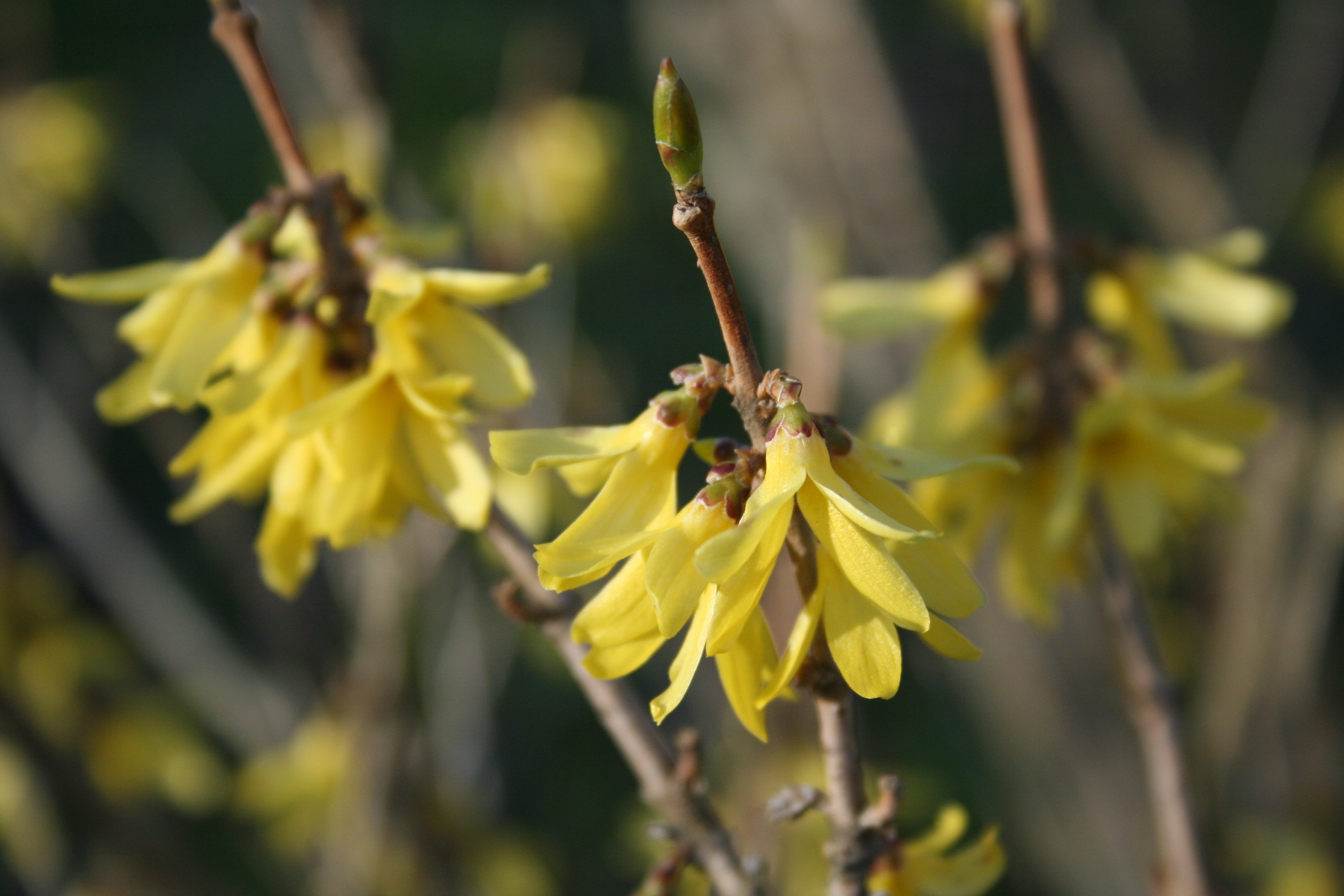
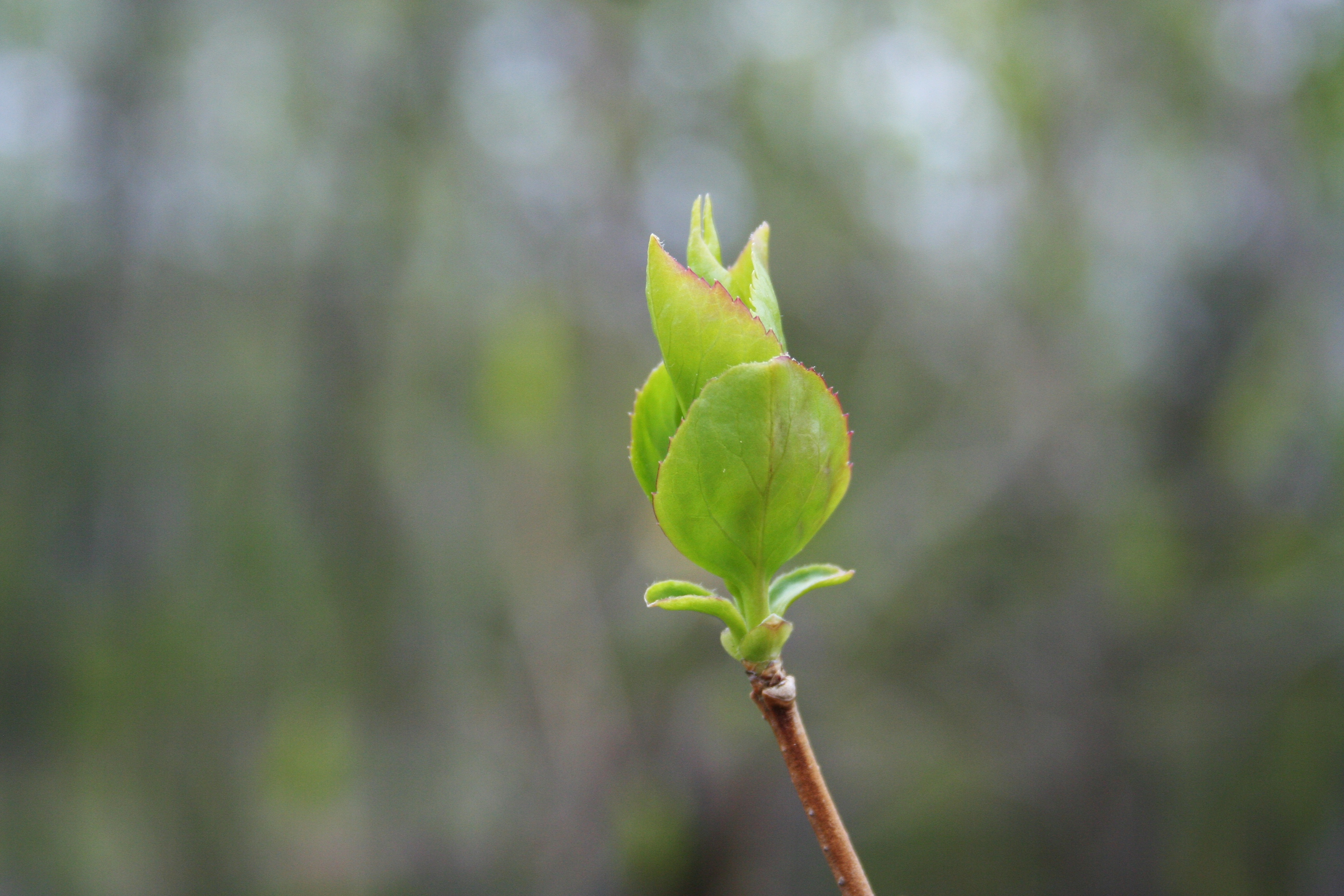